# Аршань-Зельмень
Арша́нь-Зельме́нь (от калм. Аршан Зелм) — посёлок (сельского типа) в Сарпинском районе Калмыкии, административный центр Аршаньзельменского сельского муниципального образования.
Население — 713 человек (2010).

## Название
Название посёлка производно от названия реки Аршань-Зельмень, протекающей близ посёлка. Топоним Аршань-Зельмень сложносоставный и имеет калмыцкое происхождение. Первая часть (калм. Аршан) переводится как целебный минеральный источник; целебная минеральная вода; святая живая вода. Вторая часть (калм. Зелм) переводится как «напиток (для утоления жажды)».

## История
Урочище Аршань-Зельмень упоминается впервые в связи с принятием присяги на верность калмыцким ханом Дондук-Омбо в 1735 году. В 1737 году на встрече зайсангов по инициативе дербетовского нойона Баатр Малячи было принято решение о создании в устье реки Аршань-Зельмень Ики-хурула. Сначала хурул был кибиточным, впоследствии были построены капитальные здания из дерева.
Вокруг хурула постепенно возник посёлок. Первый дом южно-русского типа в урочище Аршань-Зельмень был построен в 30-х гг. XIX века. Согласно сохранившимся данным в 1903 году Ики-хурул имел 588 кибиток, 10 родовых групп: цоохр, давшуд, номгуд, шаряд, баахн, багшин, буурл, санджасуд, монгл, читл. В составе ики-хурульных шебенеров раньше состояла небольшая часть ики-иланцев, которые кочевали в местности Сараха и вошли в состав шебенеров.
Ики-хурул был разрушен в 1930-е годы, священнослужители репрессированы. На месте захоронений гелюнгов 30 мая 1991 года был построен субурган.
Летом 1942 года Аршань-Зельмень, как и другие населённые пункты улуса, была оккупирована немецко-фашистскими захватчиками. Освобождена к концу 1942 года. 28 декабря 1943 года калмыцкое население было депортировано, а Калмыцкая АССР ликвидирована. Посёлок был передан в состав Сталинградской области (Возвращён Калмыкии в 1957 году).

## Физико-географическая характеристика
Посёлок расположен на востоке Сарпинского района, в пределах Ергенинской возвышенности, по обеим сторонам небольшой балки, относящейся к бассейну реки Аршань-Зельмень, на высоте 25 м над уровнем моря. В балке создан пруд. Река Аршань-Зельмень протекает в 0,8 км к югу от посёлка. В 1,6 км к юго-западу от посёлка расположено водохранилище Аршань-Зельмень.
По автомобильной дороге расстояние до столицы Калмыкии города Элиста составляет 150 км, до районного центра села Садовое — 25 км. К посёлку имеется асфальтированный подъезд от федеральной автодороги Волгоград — Элиста (1,4 км).
Согласно классификации климатов Кёппена-Гейгера посёлок находится в зоне континентального климата с относительно холодной зимой и жарким летом (индекс Dfa). Среднегодовая норма осадков — 333 мм, наибольшее количество осадков выпадает в июне — 36 мм, наименьшее в марте и апреле — по 21 мм. В окрестностях посёлка распространены солонцы в комплексе со светло-каштановыми солонцеватыми суглинистыми почвами.
Часовой пояс
Аршань-Зельмень, как и вся Республика Калмыкия, находится в часовой зоне МСК (московское время). Смещение применяемого времени относительно UTC составляет +3:00.

## Население
| 2002 | 2010 |
| ---- | ---- |
| 714  | ↘713 |

Национальный состав
Согласно результатам переписи 2002 года большинство населения посёлка составляли калмыки (98 %)

## Социальная инфраструктура
В посёлке расположены дом культуры, библиотека, несколько магазинов. Среднее образование жители посёлка получают Аршань-Зельменской средней общеобразовательной школе. Медицинское обслуживание обеспечивают врачебная амбулатория и расположенная в селе Садовом Сарпинская центральная районная больница.
Посёлок электрифицирован и газифицирован.

## Достопримечательности
- Субурган в честь репрессированных гелюнгов.
- Аршань-Зельменьский хурул. Открыт в 1995 году[3].
- Ступа Просветления. Освящена в 2007 году[16].

## Известные жители и уроженцы
- Церен Петкиев, организатор школьного образования на калмыцком языке;
- Баатр Гиндеев — Герой России, советник Главы Правительства Калмыкии;
- Николай Санджиев — бывший заместитель министра культуры РК.